# Équipe de Sainte-Lucie masculine de volley-ball
Cet article traite de l'équipe masculine. Pour l'équipe féminine, voir Équipe de Sainte-Lucie féminine de volley-ball.
L'équipe de Sainte-Lucie de volley-ball est composée des meilleurs joueurs saint-luciens sélectionnés par la Fédération saint-lucienne de Volleyball (St. Lucia Volleyball Association, SLVA). Elle est actuellement classée au 52e rang de la Fédération Internationale de Volleyball au 4 janvier 2012.

## Sélection actuelle
Sélection pour les qualifications aux Championnats du monde 2010.

Entraîneur : Roberto Garcia  ; entraîneur-adjoint : Florian Combie 

## Palmarès et parcours

### Palmarès
Néant.

### Parcours

#### Championnat d'Amérique du Nord
| - 1969 : Non qualifié - 1971 : Non qualifié - 1973 : Non qualifié - 1975 : Non qualifié - 1977 : Non qualifié - 1979 : Non qualifié - 1981 : Non qualifié - 1983 : Non qualifié - 1985 : Non qualifié - 1987 : Non qualifié | - 1989 : Non qualifié - 1991 : Non qualifié - 1993 : Non qualifié - 1995 : Non qualifié - 1997 : Non qualifié - 1999 : Non qualifié - 2001 : Non qualifié - 2003 : Non qualifié - 2005 : Non qualifié - 2007 : Non qualifié | - 2009 : Non qualifié - 2011 : 8e - 2013 : 8e |